# Jabneel

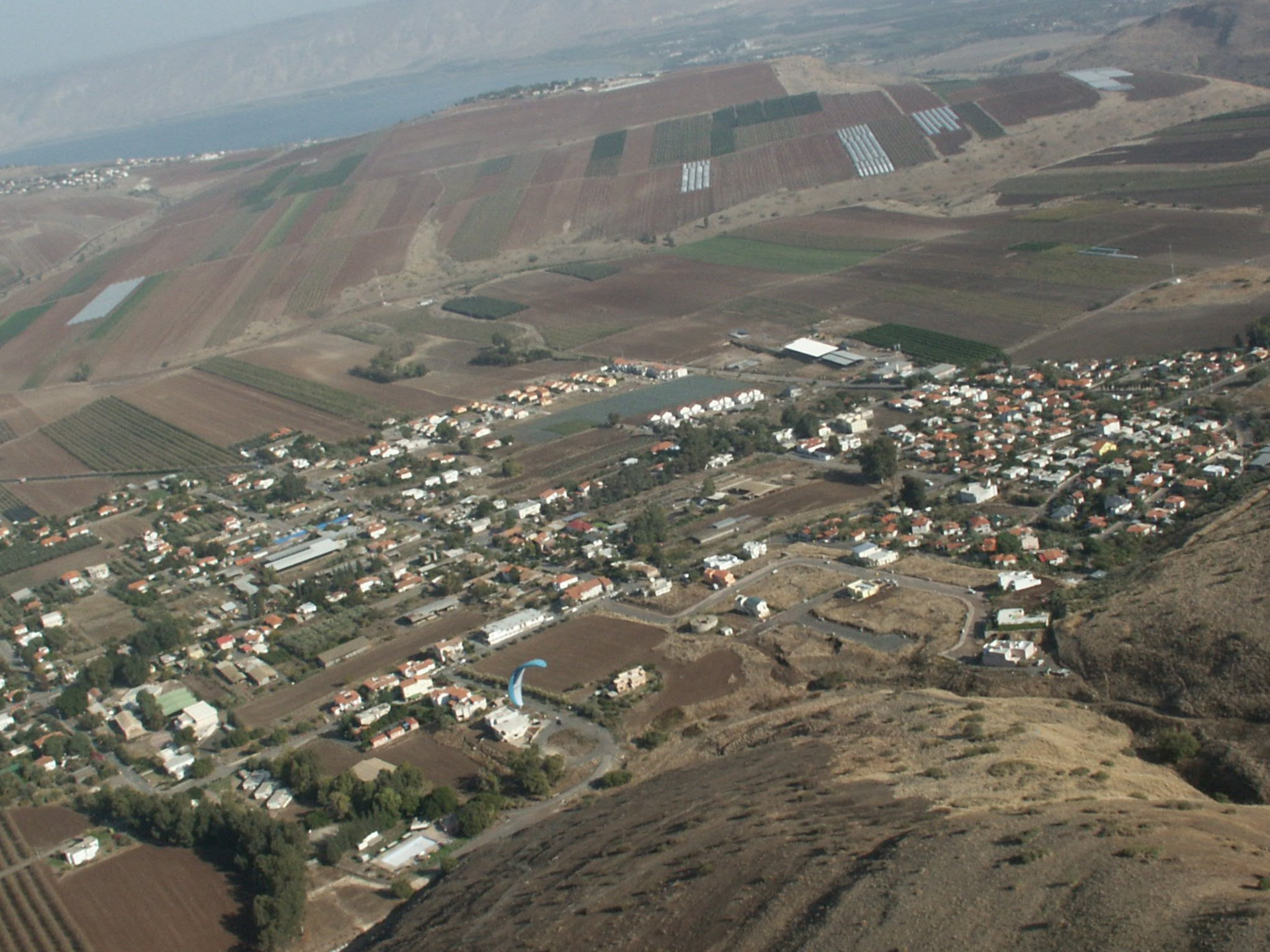
Blick auf Jabneel

Jabneel (hebräisch יַבְנְאֵל Javnəʾel, deutsch ‚Gott wird bauen‘; auch: Jamma oder Jemma, biblischer Stadtname; andere Schreibweisen: Jawneel oder Javneel) ist eine Moschawa und seit 1951 ein Lokalverband im Nordbezirk Israels südwestlich von Tiberias mit (2018) 4294 zumeist jüdischen Einwohnern.

## Geschichte
An Ort und Stelle wurden archäologische Überreste aus sämtlichen Perioden seit der späten Bronze- und Eisenzeit gefunden. Aus der Zeit der Umayyaden wurde ein Haus ausgegraben, das auch unter den Abbasiden bewohnt wurde. Auch Überreste aus der Mamluken-Ära wurden gefunden.
In der osmanischen Periode war das muslimische Dorf als Yemma bekannt und wird als solches in einem Defter aus dem Jahr 1555 aufgeführt. Der Ort erscheint 1799 auf einer Karte, die von Pierre Jacotin im Zuge von Napoleons Expedition erstellt wurde. Ein Bericht des Palestine Exploration Fund von 1881 beschreibt Yemma als Dorf mit 100 muslimischen Bewohnern, die in Steinhäusern aus Basalt wohnen.
Die jüdische Kolonie wurde am 7. Oktober 1901 durch die Jewish Colonization Association auf Boden gegründet, den Baron Edmond de Rothschild angekauft hatte. Der Ort wurde nach einem biblischen Dorf im hier gelegenen Stammesgebiet Naftali benannt (Josua 19,33). Die ersten jüdischen Bewohner stammten aus Metulla und der Hauran-Region. Letztere waren ihrerseits von den osmanischen Behörden vertrieben worden.
1986 gründete Rabbi Elieser Schlomo Schick in Jabneel eine Gemeinde von Brazlawer Chassidim, die sich hauptsächlich aus Mitgliedern der Baal-Teschuwa-Bewegung zusammensetzt. 2015 stellte diese Gemeinde, die sich Breslov City nennt und über eigene Schulen und Organisationen verfügt, 30 % der Ortsbevölkerung.

## Söhne und Töchter
- Ruth Amiran (1914–2005), Archäologin
- Keren Peles (* 1979), Sängerin, Pianistin und Komponistin
- Yoav Reuveni (* 1985), Model